# Zhao Yiman
Zhao Yiman (赵一曼, 25 octobre 1905 – 2 août 1936) est une femme chinoise qui lutta contre l'armée impériale japonaise durant la pacification du Mandchoukouo (1931-1941). Elle fut finalement capturée et exécutée en 1936. Un film biographique intitulé Ma Mère Zhao Yiman est produit en 2005 par son fils.

## Biographie
Zhao est née sous le nom de Li Kuntai (李坤泰) dans une riche famille du Sichuan en octobre 1905. Elle rejoint le Parti communiste chinois en 1926. En septembre 1927, elle se rend en Union soviétique pour étudier à l'université Sun Yat-sen de Moscou. Elle épouse son camarade Chen Dabang (陈达邦) et retourne en Chine en hiver 1928. Elle s'engage ensuite dans la révolution communiste clandestine à Shanghai, puis dans la province du Jiangxi. Après l'incident de Mukden de 1931, elle se rend dans le Nord-Est de la Chine pour combattre l'invasion japonaise de la Mandchourie. Elle change son nom en Zhao Yiman pour éviter une persécution de sa famille.
Elle est capturée et exécutée par les Japonais en 1936.

## En prison
En novembre 1935, l'armée japonaise et des troupes de l'armée impériale du Mandchoukouo encerclent le 2e régiment de la 3e armée de l'armée unie anti-japonaise du Nord-Est. Zhao Yiman, commissaire politique du régiment, est sérieusement blessée. Plusieurs jours plus tard, les Japonais la découvrent dans une ferme où elle se remettait de ses blessures. Dans le combat qui s'ensuit, elle est de nouveau blessée puis capturée. Elle est alors durement torturée et, compte tenu de son affiliation politique, les Japonais l'envoient dans un hôpital pour recevoir un traitement. Elle y réussit cependant à convaincre une infirmière nommé Han Yongyi et un garde nommé Dong Xianxun de l'aider à s'échapper. Elle est recapturée près de la base de la résistance et subit de nouvelles tortures pour la punir de son évasion.
Le 2 août 1936, elle écrit ses derniers mots où elle demande à ses enfants de continuer la lutte. Sur le chemin de l'exécution, elle se met à chanter l'« Ode du drapeau rouge » et des slogans anti-japonais.
Le garde Dong qui l'avait aidé à s'évader meurt peu de temps après en prison sous la torture.

## Mémorial

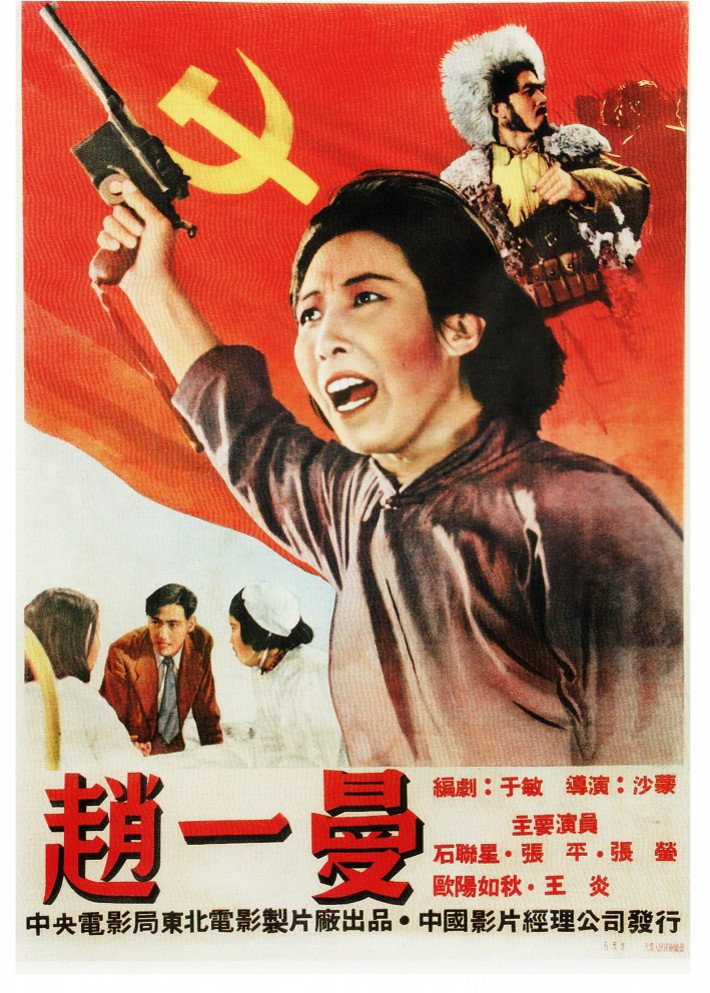
Actrice jouant le rôle de Zhao Yiman dans un film de 1950.

Zhao Yiman est l'un des héros révolutionnaires honorés au mémorial des martyrs du Nord-Est de Harbin.